# Eliza Björck
Eliza Amanda Björck, född Kjellberg den 21 januari 1857 i Göteborgs Kristine församling, död 22 september 1938 i Falkenbergs församling, var en svensk kvinnosakskvinna. Hon var gift med läkaren och politikern Carl Björck.